# Малая София
Малая София — ( Μικρή Σόφια) — название, данное поселениям вне современных границ Болгарии, показывающее особую близость к болгарской культуре. Наиболее часто этот термин относится к сёлам в Вардарской и Эгейской Македонии. Среди греков и сербов этот термин может иметь отрицательное значение. Изначально название использовалось греческой и сербской пропагандой, во время, когда каждая из сторон хотела поделить историческую Македонию, но для болгарского населения Македонии название стало символом единства.